# برمجة وظيفية

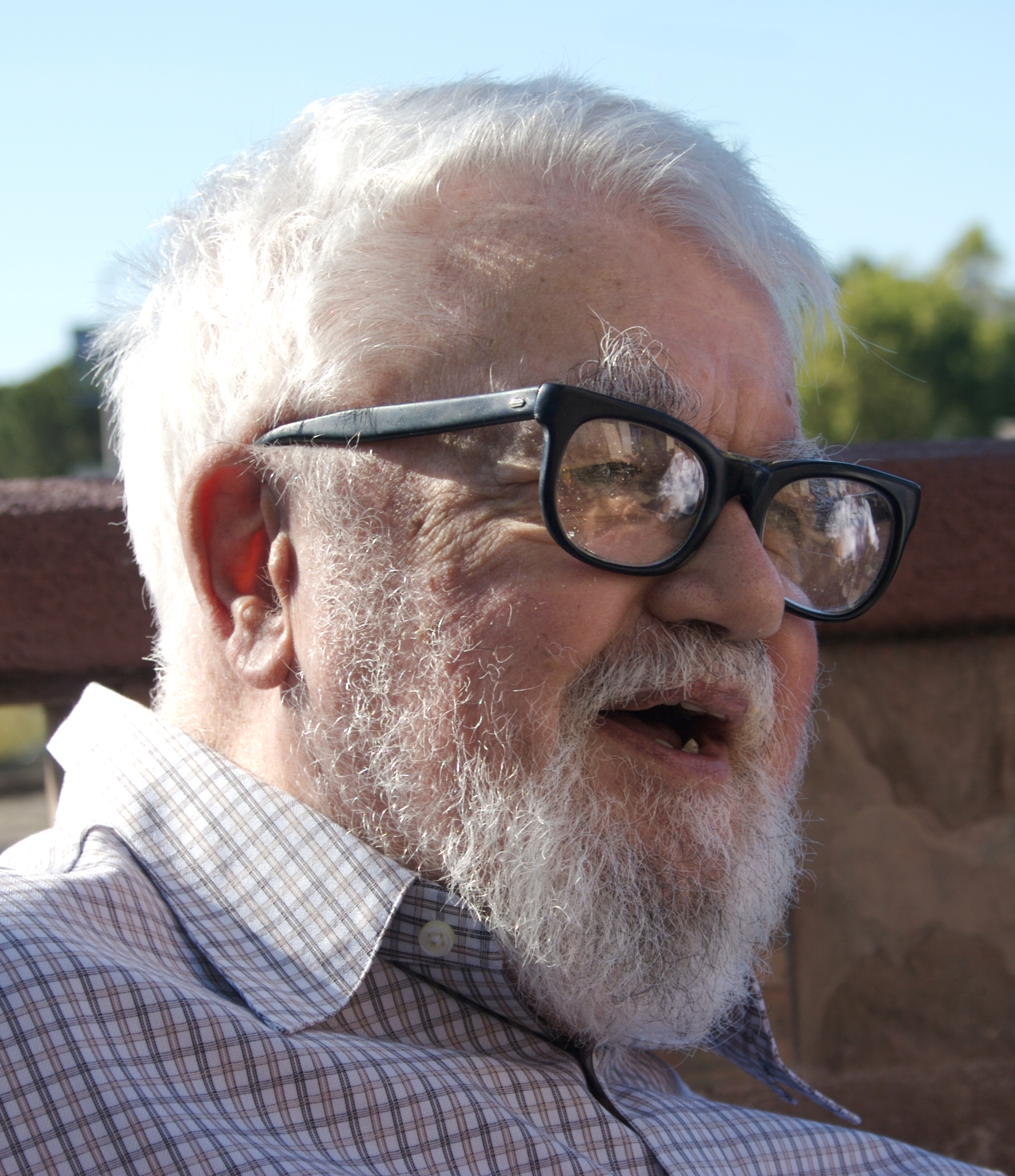

البرمجة الوظيفية هي البرمجة التي تتعامل مع الحسابات كحل الدوال الرياضية باتباع قواعد وقوانين رياضية. الهدف من البرمجة الوظيفية محاكاة طريقة حل الدوال الرياضية بأكبر درجة ممكنة.هذا الهدف هو ماجعل البرمجة الوظيفية تختلف تمامًا عن البرمجة باستخدام لغات الأوامر في طريقة تعاملها مع المشكلات وحلها.

## اللغات الوظيفية
في اللغات الوظيفية البحتة لا يوجد أي استخدام للمتغيرات أو جمل المساواة مما يعطي حرية أكبر للمبرمج بحيث لايهتم للأماكن المحجوزة لبرنامجه في الذاكرة.كذلك يتم التحكم في مسار تنفيذ البرنامج باستخدام الدوال الرياضية والجمل الشرطية والاستدعاء الذاتي بدلاً من تنفيذه بطريقة متسلسلة وباستخدام التكرار (iterative repetition) كما هو الحال مع لغات الأوامر.
ميزة أخرى مهمة في هذه اللغات وهي أنها تُعطي نفس النتيجة إذا أُعطيت نفس المتغيرات، هذه الخاصية هي ما تُطلق عليها الشفافية المرجعية (referential transparency).بالرغم من أن تنفيذ اللغات الوظيفية يتم بواسطة المفسرات (ترجمة فورية) إلا أنه يمكن عمل (compilation) لها.كذلك تحوي هذه اللغات تركيب هيكلي بسيط جدًا.الدوال المعقدة يتم بنائها باستخدام مايُطلق عليه نماذج وظيفية (functional forms) أي أن الدوال تستخدم كمتغيرات مرسلة أو قيم مرتجعة أو كلاهما.
بالرغم من أفضلية اللغات الوظيفية البحتة على تلك المستخدمة كلغات أوامر إلا أن ضعف تنفيذها على الحاسبات المبنية على نموذج فون نيومان (von Neumann) حد من استخدامها وانتشارها.
أشهر هذه اللغات وأقدمها هي ليسب و منها أيضا هاسكل وسكيم (لغة برمجة) وML ولغات أخرى كثيرة ومتعددة

## اقرأ أيضًا
- مخطط كتلة التدفق الوظيفي